# Балтистика
Балти́стика — комплекс филологических дисциплин, изучающих языки и культуру балтоязычных народов.
Различают область, связанную с изучением балтийских языков, фольклора, мифологии и так далее как часть некоего целого, также частные области — прутенистику (изучение прусского языка), леттонистику (наука о латышском языке), литуанистику (наука о литовском языке).

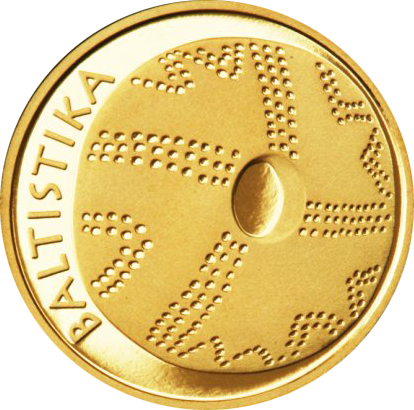
Памятная монета: литовской лит, посвященный балтистике, с изображением янтарного диска эпохи неолита

## История
Исследование балтийских языков началось в XVII в., когда появились первые словари и грамматическое описание отдельных языков.
Новый этап балтистики начался с середины XIX в. трудами Р. К. Раска, Ф. Боппа, А. Ф. Потта, которые вводят балтийские языки в русло сравнительно-исторического языкознания и индоевропеистики. Появляются работы по отдельным балтийским языкам.
Основоположником балтистики считается Адальберт Бецценбергер.